# Distretto di Mueang Nonthaburi
Il distretto di Mueang Nonthaburi (in thailandese: เมืองนนทบุรี) è un distretto (amphoe) della Thailandia situato nella provincia di Nonthaburi.